# Forrest Gump: The Soundtrack
Forrest Gump: The Soundtrack ist das Soundtrack-Album basierend auf dem Film Forrest Gump aus dem Jahr 1994 und enthält Musik von vielen bekannten Künstlern.
Die von Alan Silvestri komponierte Partitur wurde als Forrest Gump – Original Motion Picture Score veröffentlicht. Das Album wurde 2001 mit zwei zusätzlichen Tracks neu aufgelegt.
Der Song Free Bird von Lynyrd Skynyrd hat es nicht in den Soundtrack geschafft, obwohl es die Filmszene als Jenny unter Drogeneinfluss vom Hochhaus springen wollte, dramatisch begleitet hatte.

## Titelliste

### CD 1
| Nr. | Titel                                       | Künstler                     | Dauer |
| --- | ------------------------------------------- | ---------------------------- | ----- |
| 1.  | Hound Dog                                   | Elvis Presley                | 2:16  |
| 2.  | Rebel Rouser                                | Duane Eddy                   | 2:21  |
| 3.  | (I Don’t Know Why) But I Do                 | Clarence Frogman Henry       | 2:18  |
| 4.  | Walk Right In                               | The Rooftop Singers          | 2:33  |
| 5.  | Land of 1000 Dances                         | Wilson Pickett               | 2:25  |
| 6.  | Blowin’ in the Wind                         | Joan Baez                    | 2:36  |
| 7.  | Fortunate Son                               | Creedence Clearwater Revival | 2:18  |
| 8.  | I Can’t Help Myself (Sugar Pie Honey Bunch) | The Four Tops                | 2:43  |
| 9.  | Respect                                     | Aretha Franklin              | 2:27  |
| 10. | Rainy Day Women No. 12 & 35                 | Bob Dylan                    | 4:35  |
| 11. | Sloop John B                                | Beach Boys                   | 2:56  |
| 12. | California Dreamin’                         | The Mamas & the Papas        | 2:39  |
| 13. | For What It’s Worth                         | Buffalo Springfield          | 2:38  |
| 14. | What the World Needs Now Is Love            | Jackie DeShannon             | 3:13  |
| 15. | Break on Through (To the Other Side)        | The Doors                    | 2:27  |
| 16. | Mrs. Robinson                               | Simon & Garfunkel            | 3:51  |

### CD 2
| Nr. | Titel                                                | Künstler                           | Dauer |
| --- | ---------------------------------------------------- | ---------------------------------- | ----- |
| 1.  | Volunteers                                           | Jefferson Airplane                 | 2:04  |
| 2.  | Let’s Get Together                                   | The Youngbloods                    | 4:36  |
| 3.  | San Francisco (Be Sure to Wear Flowers in Your Hair) | Scott McKenzie                     | 2:58  |
| 4.  | Turn! Turn! Turn! (To Everything There Is a Season)  | The Byrds                          | 3:54  |
| 5.  | Aquarius/Let the Sunshine In                         | Fifth Dimension                    | 4:48  |
| 6.  | Everybody’s Talkin                                   | Harry Nilsson                      | 2:44  |
| 7.  | Joy to the World                                     | Three Dog Night                    | 3:16  |
| 8.  | Stoned Love                                          | The Supremes                       | 2:59  |
| 9.  | Raindrops Keep Fallin’ on My Head                    | B.J. Thomas                        | 3:00  |
| 10. | Mr. President                                        | Randy Newman                       | 2:46  |
| 11. | Sweet Home Alabama                                   | Lynyrd Skynyrd                     | 4:43  |
| 12. | It Keeps You Runnin                                  | The Doobie Brothers                | 4:13  |
| 13. | I’ve Got to Use My Imagination                       | Gladys Knight & the Pips           | 3:30  |
| 14. | On the Road Again                                    | Willie Nelson                      | 2:29  |
| 15. | Against the Wind                                     | Bob Seger & the Silver Bullet Band | 5:33  |
| 16. | Forrest Gump Suite                                   | Alan Silvestri                     | 8:49  |

## Kommerzieller Erfolg

### Chartplatzierungen
| ChartsChartplatzierungen       | Höchstplatzierung | Wochen |
| ------------------------------ | ----------------- | ------ |
| Deutschland (GfK)              | 10 (26 Wo.)       | 26     |
| Österreich (Ö3)                | 4 (16 Wo.)        | 16     |
| Schweiz (IFPI)                 | 10 (17 Wo.)       | 17     |
| Vereinigte Staaten (Billboard) | 2 (… Wo.)         | …      |

| ChartsJahrescharts (1994)      | Platzierung |
| ------------------------------ | ----------- |
| Vereinigte Staaten (Billboard) | 28          |

| ChartsJahrescharts (1995)      | Platzierung |
| ------------------------------ | ----------- |
| Deutschland (GfK)              | 81          |
| Vereinigte Staaten (Billboard) | 31          |

### Auszeichnungen für Musikverkäufe
| Land/Region                  | Auszeichnungen für Musikverkäufe (Land/Region, Auszeichnung, Verkäufe) | Verkäufe   |
| ---------------------------- | ---------------------------------------------------------------------- | ---------- |
| Australien (ARIA)            | 8× Platin                                                              | 560.000    |
| Belgien (BRMA)               | Gold                                                                   | 25.000     |
| Frankreich (SNEP)            | Gold                                                                   | 100.000    |
| Kanada (MC)                  | Diamant                                                                | 1.000.000  |
| Neuseeland (RMNZ)            | Platin                                                                 | 15.000     |
| Österreich (IFPI)            | Platin                                                                 | 50.000     |
| Schweiz (IFPI)               | Platin                                                                 | 50.000     |
| Spanien (Promusicae)         | Platin                                                                 | 100.000    |
| Vereinigte Staaten (RIAA)    | 12× Platin                                                             | 12.000.000 |
| Vereinigtes Königreich (BPI) | Platin                                                                 | 300.000    |
| Insgesamt                    | 2× Gold · 15× Platin · 2× Diamant ·                                    | 14.200.000 |